# Holger Fach
Holger Fach (* 6. September 1962 in Wuppertal) ist ein ehemaliger deutscher Fußballspieler und jetziger Fußballfunktionär.

## Karriere als Spieler

### Verein
Er spielte von 1981 bis 1998 416-mal in der Bundesliga für Fortuna Düsseldorf, Borussia Mönchengladbach, Bayer 05 Uerdingen, Bayer 04 Leverkusen und TSV 1860 München. Dabei erzielte er 67 Tore. Außerdem absolvierte er weitere 27 Zweitligaspiele für Fortuna Düsseldorf, in denen er vier Tore erzielte. Mit Borussia Mönchengladbach stand er im DFB-Pokal 1991/92 im Endspiel, das gegen den Zweitligisten Hannover 96 im Elfmeterschießen verloren wurde. Dabei war er mit seinem Schuss von der Strafstoßmarke an Jörg Sievers gescheitert. Rund um das Finale war ein Wechsel des Liberos zu Borussia Dortmund kolportiert worden, letztlich unterzeichnete er wenige Tage später ein mit besseren Bezügen verbundenes bis Sommer 1995 gültiges neues Arbeitspapier in Gladbach. Drei Jahre später gewann er mit Borussia Mönchengladbach den DFB-Pokal 1994/95. Im Endspiel gegen den seinerzeitigen Zweitligisten VfL Wolfsburg wurde er Mitte der zweiten Halbzeit für Christian Hochstätter eingewechselt, Martin Dahlin, Stefan Effenberg und Heiko Herrlich schossen einen 3:0-Erfolg heraus.

### Nationalmannschaft
Zwischen 1988 und 1989 spielte er fünfmal für die deutsche Nationalmannschaft, wobei er keins der Spiele verlor. Er gehörte viermal zur Startelf und wurde dabei einmal ausgewechselt. Sein erstes Länderspiel bestritt Fach am 31. August 1988 beim 4:0-Sieg über Finnland. Rund ein Jahr danach, am 6. September 1989 gegen die irische Auswahl, wurde er das letzte Mal in der DFB-Auswahl eingesetzt. Mitte Mai 1990 wurde Fach wegen einer Knieverletzung als letzter Spieler aus dem deutschen Aufgebot für die Weltmeisterschaft 1990 gestrichen.

## Karriere als Trainer
Bereits während seiner aktiven Zeit als Spieler bei Borussia Mönchengladbach und Bayer Leverkusen trainierte Fach von 1992 bis 1997 nebenher in seiner Heimatstadt Wuppertal den damaligen Landesligisten Cronenberger SC. Nach seiner Spielerkarriere trainierte er zunächst die Amateure von Borussia Mönchengladbach, um dann, nach einem kurzen Intermezzo bei Rot-Weiss Essen, ab 21. September 2003 Cheftrainer bei der Profimannschaft der Borussia zu werden. Dort beurlaubte man ihn am 27. Oktober 2004.
Am 5. Juni 2005 stellte man Fach als neuen Trainer des VfL Wolfsburg vor, das Amt übernahm er offiziell am 1. Juli 2005. Am 19. Dezember 2005 entband man ihn von seinen Aufgaben. Mit ihm zusammen wurde auch der damalige Manager Thomas Strunz vom Verein aufgrund der „sportlich nicht zufriedenstellenden Situation“ entlassen.
Fach trat sein Amt als Cheftrainer des Zweitligisten SC Paderborn am 3. Januar 2007 an. Dort wurde er als Trainer des seit mehreren Wochen Tabellenletzten zum 8. Februar 2008 zusammen mit dem sportlichen Geschäftsführer Michael Born entlassen.
Der FC Augsburg verpflichtete Fach als Trainer zum 18. April 2008 als Nachfolger von Ralf Loose, um den Verein vor dem drohenden Abstieg aus der 2. Bundesliga zu bewahren. Seinen Einstand dort feierte er am 27. April mit einem Sieg gegen den FC St. Pauli. Im März 2009 wurde bekannt gegeben, dass Fachs Engagement bei Augsburg mit dem Ende der Saison 2008/09 beendet wird.
Da sich aber auch nach der Klärung der Zukunft Fachs beim FC Augsburg die sportliche Situation weiter verschärfte, wurde Holger Fach schon vorzeitig am 13. April 2009 beurlaubt.
Nachdem er seinen Vertrag beim FC Augsburg am 21. Januar 2010 aufgelöst hatte, unterschrieb er einen Vertrag beim kasachischen Erstligisten Lokomotive Astana, den er mit seinem Co-Trainer Sascha Franz trainierte. Mit dem Verein gewann Fach im November 2010 den kasachischen Pokal durch ein 1:0 im Finale gegen Schachtjor Qaraghandy. Nach der Saison 2011 beendete Fach seine Tätigkeit in Astana aufgrund einer Lungenkrebserkrankung.

## Karriere als Scout und Sportdirektor
Fach war von 2015 bis 2016 in den Bereichen Kaderplanung und Scouting für den Bundesligisten Darmstadt 98 tätig.
Zu Beginn der Saison 2016/17 übernahm Fach die Stelle des Sportlichen Leiters bei Darmstadt 98. Am 5. Dezember 2016 endete die Zusammenarbeit von Fach und dem SV Darmstadt 98 bereits wieder. Fach zeigte sich solidarisch mit dem zuvor entlassenen Trainer Norbert Meier und kündigte die Zusammenarbeit selbst auf.

## Erfolge
Bei den Olympischen Sommerspielen 1988 in Seoul gewann er mit der Fußballnationalmannschaft der Bundesrepublik die Bronzemedaille, wurde dafür mit der Mannschaft mit dem Silbernen Lorbeerblatt ausgezeichnet. Am 15. November 2010 wurde Fach kasachischer Pokalsieger mit Lokomotive Astana.

## Privatleben
Fachs Beziehungen mit Inka Grings und Linda Bresonik waren 2006 Gegenstand von Medienberichten.